# Vision IT
Vision IT est une SSII créée en 2001 en Belgique.
En 2011, elle a réalisé un chiffre d'affaires de €117 millions avec un effectif de 1000 employés.
En aout 2015, Vision IT a été acquise à 100% par le groupe français onepoint.